# Dobra (województwo małopolskie)

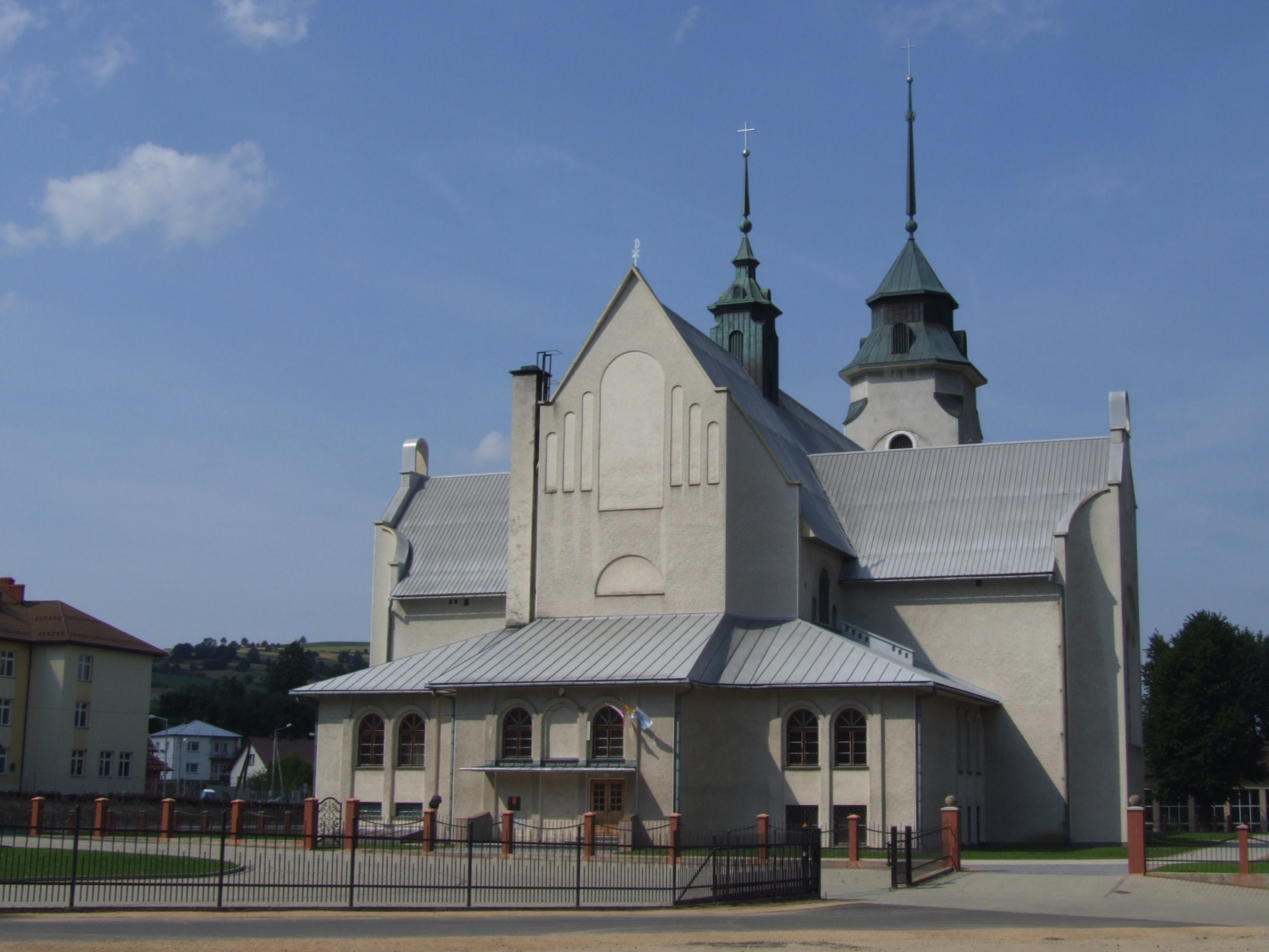
Sanktuarium Matki Bożej Szkaplerznej w Dobrej

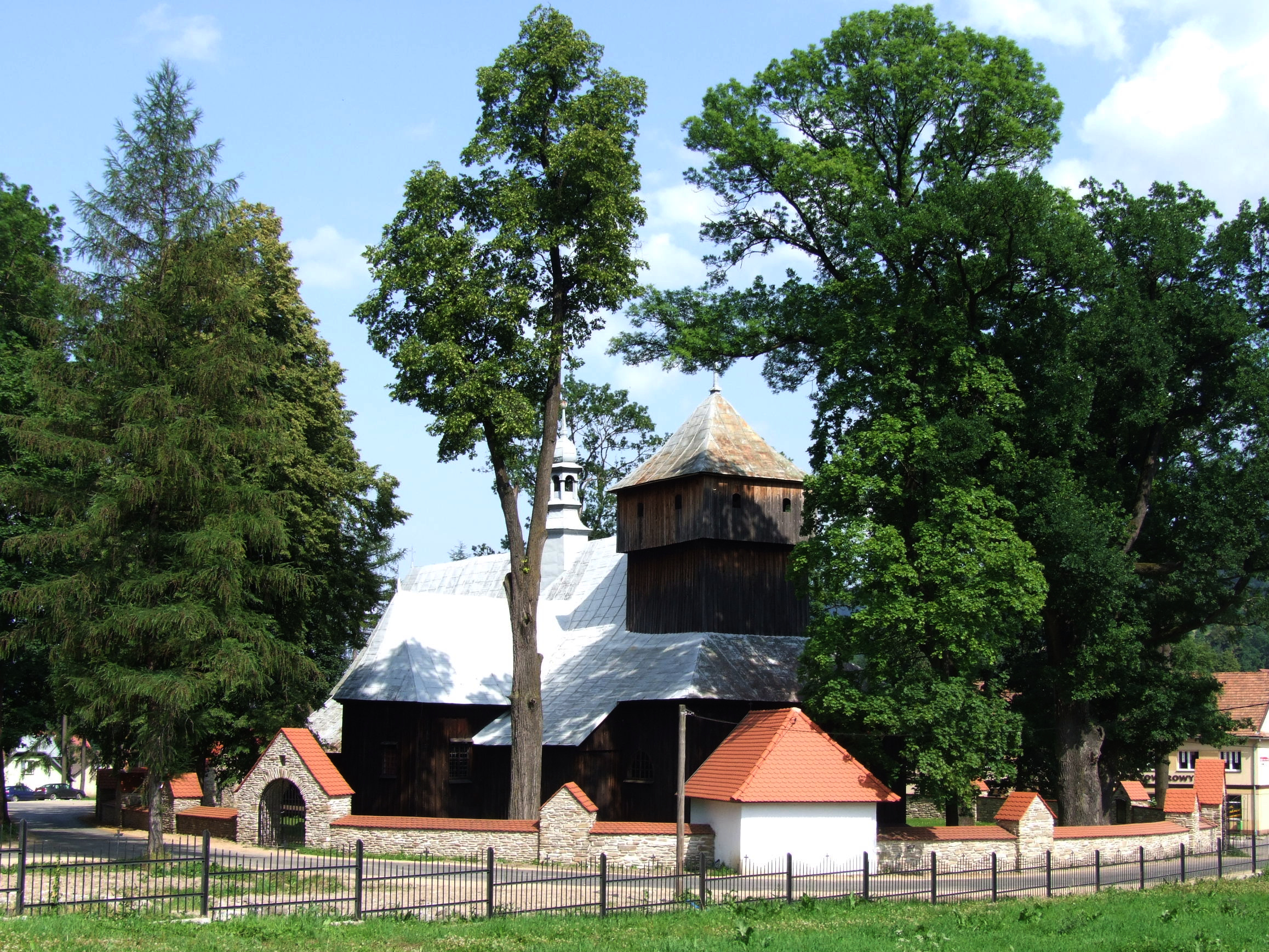
Zabytkowy Kościół Świętych Apostołów Szymona i Judy Tadeusza w Dobrej

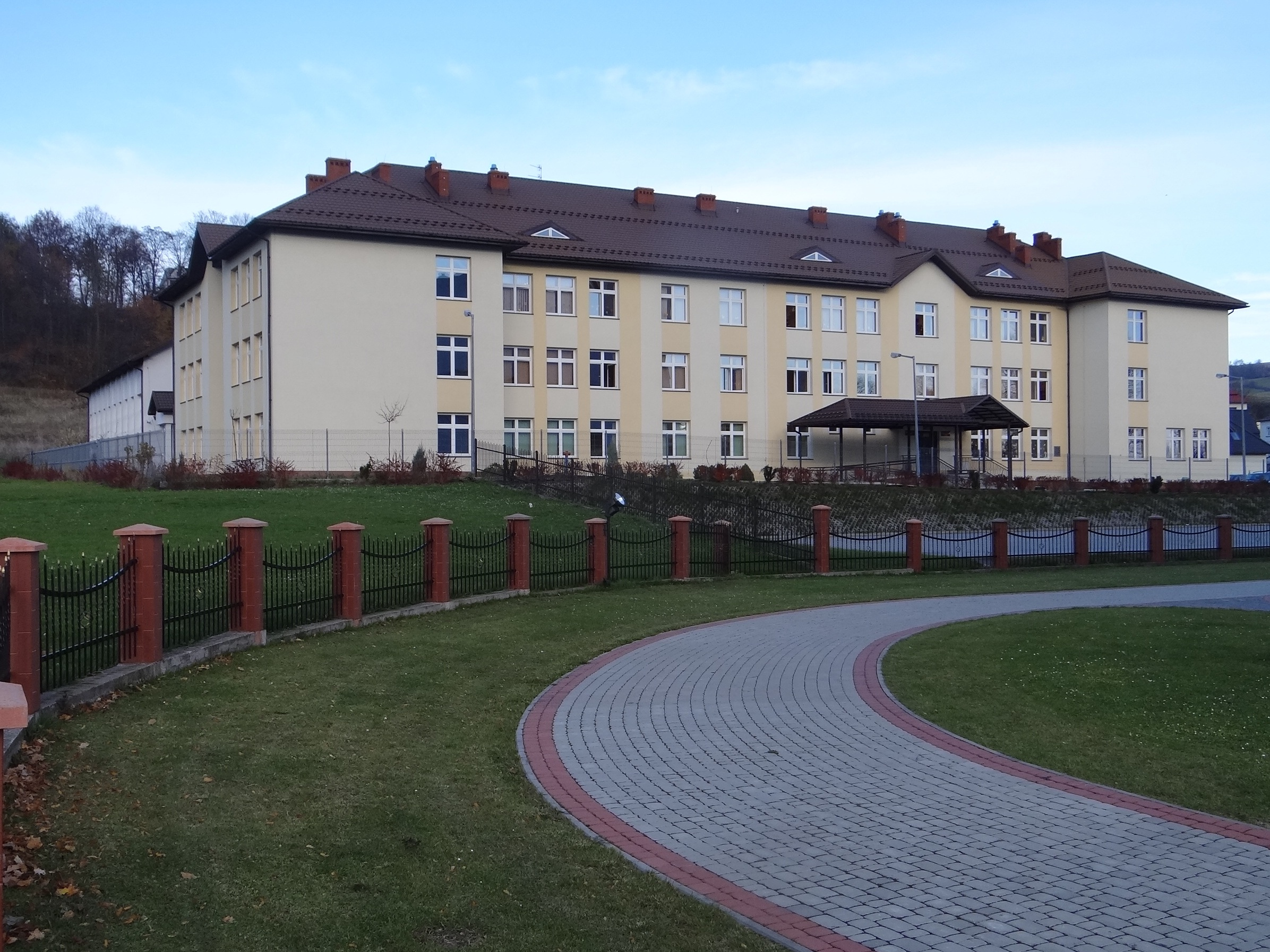
Zespół szkół w Dobrej

Dobra – wieś w Polsce, położona w województwie małopolskim, w powiecie limanowskim, siedziba gminy Dobra.
W latach 1954–1972 wieś należała i była siedzibą władz gromady Dobra. W latach 1975–1998 wieś administracyjnie należała do województwa nowosądeckiego.

## Położenie
Dobra leży w północno-zachodniej części powiatu limanowskiego. Znajduje się w centralnej części Beskidu Wyspowego, w dolinie rzeki Łososina i jej dopływu – potoku Porąbka. Zabudowania i pola Dobrej zajmują szerokie w tym miejscu dno doliny Łososiny, oraz dolną część stoków wznoszących się po obydwu jej stronach szczytów Beskidu Wyspowego: Łopień (951 m), Ćwilin (1072 m) i Śnieżnica (1006 m).
Przez Dobrą przebiega droga krajowa nr 28, nieczynna już linia kolejowa nr 104 Chabówka – Nowy Sącz z siedmioprzęsłowym wiaduktem, oraz drogi lokalne.

## Integralne części wsi
| części wsi | Brzegi, Do Biernata, Do Chochoła, Do Ćwiecia, Do Drożdża, Do Flisara, Do Gorli, Do Judy, Do Kaima, Do Kiwaja, Do Kurka,Do Kutry, Do Lacha pod Fabryką, Do Lacha pod Kościołem, Do Lacha pod Krzyżową, Do Masłonia, Do Noworolnika, Do Ogryzka, Do Olejarza, Do Palacza, Do Palki, Do Palkija, Do Pawlaka, Do Plaskonia, Do Plenia, Do Przybytka, Do Rybki, Do Syndyka, Do Świdra, Do Wątora, Klimkówka, Kowalówka, Kretówki, Łagodówka, Mocarze, Morgi, Na Dziale, Na Potoku, Na Wesołą, Pająkówka, Plabańskie, Pod Działem, Podedwór, Pod Góry, Pod Groń, Rola, Rynek, Stysiówka, U Polowego, Zadziele |

## Klimat
W rejonie doliny Łososiny, w której leży Dobra, przebiega granica strefy klimatu Pogórza Karpackiego – typu górskiego i klimatu Beskidzkiego – typu podgórskiego.

Klimat jest stosunkowo łagodny, charakteryzują go niewielkie wahania temperatury, umiarkowane wiatry (50% to wiatry zachodnie, czasem dociera tu wiatr halny). Latem opady związane są z gwałtownymi burzami i stają się rzadsze od połowy sierpnia.

Średni okres wegetacji roślin wynosi tu ok. 200 dni.

## Warunki naturalne
Górne partie okolicznych szczytów Beskidu Wyspowego porasta las iglasty (głównie świerk i jodła), natomiast w partiach niższych (las mieszany) dominują buki i jodły. Część stoków jest odsłonięta i wykorzystana pod uprawy.

W dolinach, w pobliżu rzeki i strumieni, rosną olchy i wierzby. Na obrzeżach lasów można się natknąć na paprocie, w tym paproć języcznik zwyczajny.
Gleby w Dobrej są mało żyzne (klasy III – V) i kamieniste, głównie na podłożu kamienistym, ilastym i gliniastym.

## Etymologia nazwy
Nazwa wsi wywodzi się od „dobrej wody”, czyli gwarowej „debry” – wąskiego jaru porośniętego lasem, którego dnem płynie potok.

## Historia
Po raz pierwszy o wsi wspomina dokument z 2 sierpnia 1361, w którym wymienieni są jej założyciele – ród rycerski Ratołdów herbu Osoria. Od I połowy XV wieku Dobra kilkakrotnie zmieniała właścicieli, przechodząc w ręce kolejnych rodów szlacheckich, m.in. Raciborzan, Błędowskich, Lubomirskich, Pieniążków i Małachowskich.

W XV wieku w okolice Dobrej przybyli wołoscy pasterze, którzy zaczęli wypasać swoje stada na stokach Mogielicy, Ćwilina i Łopienia. Większość z nich wyruszyła w dalszą wędrówkę, część jednak osiedliła się w Dobrej i stopniowo zasymilowała z ludnością rdzennie polskiego pochodzenia.

Pod zarządem Jana Pieniążka (herbu Odrowąż) w XVI wieku okolica znacznie się zaludniła. Założył on kilka nowych osad i pod koniec XVI wieku w skład tzw. klucza dobrzańskiego wchodziły: Dobra, Jurków, Zadziele, Gruszowiec, Chyszówki, Wola Pieniążkowa i Radomicze. Cały ten majątek został sprzedany hrabiemu wiśnickiemu Sebastianowi Lubomirskiemu w 1584 roku. Lubomirscy nie byli łaskawymi panami – bezlitośnie nakładali na chłopów liczne obowiązki feudalne i często mobilizowali okolicznych chłopów do służby na licznych wojnach, w które się angażowali. Jednak to właśnie tej rodzinie Dobra zawdzięcza budowę kościoła św. Szymona i św. Judy Tadeusza, który w latach 80. XVII wieku ufundował Jerzy Dominik Lubomirski w miejsce poprzedniej świątyni, strawionej przez pożar. Dobra pozostawała w rękach rodu z Wiśnicza przez 127 lat.

Wśród właścicieli Dobrej należy również wymienić Stanisława Małachowskiego – marszałka Sejmu Czteroletniego. On jako pierwszy oczynszował chłopów, dając im na własność uprawianą przez nich ziemię w zamian za opłatę dzierżawczą. Jemu również Dobra zawdzięcza pierwszą szkołę ludową, która zastąpiła działającą do końca XVII wieku szkołę parafialną.

Na mocy traktatu rozbiorowego z 1772 roku Dobra i cały klucz dobrzański dostały się pod zabór austriacki.

W połowie XIX wieku na terenie wsi zarejestrowano dwie wielkie epidemie cholery, które zdziesiątkowały ludność.

W listopadzie 1914 roku w Dobrej miały miejsce niewielkie potyczki, które poprzedziły starcie armii austro-węgierskiej i rosyjskiej pod Limanową.

W 1960 roku na miejscowym cmentarzu parafialnym został pochowany Leopold Węgrzynowicz – działacz turystyczny, redaktor naczelny miesięcznika Orli Lot, etnograf badający kulturę ludową tych okolic. Na elewacji jego domu znajduje się pamiątkowa tablica, umieszczona przez Towarzystwo Miłośników Ziemi Limanowskiej.

## Zabytki
Obiekt wpisany do rejestru zabytków nieruchomych województwa małopolskiego.
- Kościół parafialny pw. św. Szymona i św. Judy, otoczenie, drzewostan, ogrodzenie z bramkami.

## Turystyka i kultura
Znajdująca się w Beskidzie Wyspowym miejscowość ma atrakcyjne dla turystów i letników położenie pomiędzy najwyższymi jego szczytami: Łopieniem, Ćwilinem i Śnieżnicą. Przez wieś przepływa rzeka Łososina. Miejscowość stanowi dobrą bazę wypadową do zwiedzenia nie tylko tych pobliskich szczytów, ale również dalszych. Umożliwiają to przechodzące przez miejscowość szlaki turystyki pieszej i rowerowej. W centrum wsi znajduje się restauracja. Na rynku znajduje się też zabytkowy kościół, a tuż obok niego nowa świątynia. Na plebanii jest także muzeum. Nieopodal znajduje się też samorządowa Szkoła Muzyczna I st. (r. zał. 2014).
Szlaki turystyczne
 – z Dobrej przez Łopień, Przełęcz Rydza-Śmigłego, Mogielicę, Przełęcz Słopnicką, Cichoń, Ostrą, Skiełek do Łukowicy.
Szlaki rowerowe
 – z Jurkowa (4km), przez przełęcz Rydza-Śmigłego, Łopień (2,5 km) do Dobrej.

## Komunikacja
W pobliżu miejscowości na linii kolejowej nr 104 (Chabówka – Nowy Sącz) usytuowana jest stacja kolejowa Dobra koło Limanowej oraz siedmioprzęsłowy blachownicowy wiadukt.

Stacja leży na Turystycznym Szlaku Kolejowym Przez Karpaty.

## Religia
W Dobrej znajduje się parafia Matki Bożej Szkaplerznej, która administruje dwoma kościołami: zabytkowym drewnianym kościółkiem pw. świętych Apostołów Szymona i Judy Tadeusza oraz nowym kościołem Matki Bożej Szkaplerznej.